# Броссе Марій Іванович
Марі-Фелісіте (Марій Іванович) Броссе (фр. Marie-Félicité Brosset, 24 січня 1802, Париж — 22 вересня 1880, Шательро) — французький історик і сходознавець, один із засновників грузинської і вірменської історії та археології. Тривалий час працював в Російській імперії.

## Біографія
Народився у 1802 році в Парижі. Батько, який був дрібним підприємцем, помер через декілька місяців після його народження.

### Освіта, перші роботи
Мати планувала для Марі-Фелісіте церковну кар'єру, тому він навчався у духовних семінаріях Орлеана і Парижа, де вивчав латину, грецьку, гебрейську і арабську мови. У 1818–1820 роках був послушником єзуїтського монастиря в Монружі. У 1821 році в Паризькому університеті здав екзамен на звання бакалавра мистецтв. Потім викладав стародавні мови в духовній семінарії в Сент-Ашелі.
Повернувшись до Парижу, в Колеж де Франс відвідував лекції Карла Газе з грецької, Сильвестра де Сасі з арабської, Жана-П'єра Ремюза з китайської мови. У 1825 році за роботи в галузі синології був прийнятий до Азійського товариства. Зрештою, за словами його сина Лорана, «після п'яти років невпинних зусиль, він раптом здався» і спалив всі матеріали, які напрацював.
З 1826 року Броссе присвятив себе вірменській і грузинській мовам, історії і культурі. Ці теми приваблювали його, зокрема, тим, що були зовсім не досліджені європейськими науковцями. Тільки вивченню грузинської мови поклав початок один з його викладачів Антуан-Жан Сент-Мартен.
Не отримавши у цей час бажаної посади, зокрема, в університеті, був змушений влаштуватися коректором на типографію. У 1928 році опублікував переклад частини «Витязя у тигровій шкурі» Шота Руставелі. У 1931 році Броссе видав пам'ятки середньовічної церковної літератури — «Наслідування Христу» і двотомний Новий заповіт. У 1833–1836 роках під його редакцією була видана низка томів «Історії Візантії» Ш. Лебо. Підготував і видав граматику грузинської мови, дві збірки історичних і літературних матеріалів за грузинськими рукописами Королівської бібліотеки, видав грузинські історичні хроніки 1373–1703 років та інше.

### Росія
У 1937 році на запрошення графа Сергія Уварова, президента Імператорської академії наук, Броссе прибув до Санкт-Петербурга і за рік був обраний членом Академії. Після переїзду до Росії його наукові дослідження грузинської історії і літератури набули ширшого характеру.
У 1841–1842 роках він викладав грузинську мову в Петербурзькому університеті, поклавши початок викладання цієї дисципліни в російських університетах. У 1841–1843 роках працював в Петербурзькій бібліотеці, де, зокрема зробив опис всіх грузинських і вірменських рукописів. Пізніше залучався до опису вірменських книг, видав деякі грузинські і вірменські пам'ятки з зібрань бібліотеки. Також він працював в Ермітажі, з 1851 року — на посаді хранителя східних монет, з 1864 року — директора нумізматичного кабінету.
У 1847–1848 Броссе здійснив поїздку до Вірменії і Грузії. Він переклав і прокоментував всі головні грузинські хроніки середніх віків і раннього нового часу, які видав у семи томах між 1849 і 1858 роками. Його головна праця «Історія Грузії» довгий час була авторитетним джерелом з історії Грузії. Також він опублікував листування царів і королів Грузії (періоду 1639–1770 років). 1861–1868 роки він присвятив роботі над серією про вірменських істориків, робота над якою тривала до 1876 року. Загалом Броссе є автором більше 250 праць, що стосуються грузинської і вірменської історії та культури.
У 1880 році через різке погіршання здоров'я виїхав до Франції, де невдовзі помер. Після смерті Броссе його син Лоран впорядкував його рукописи та папери і у 1881 році видав бібліографію його праць.